# Znaur (district)
Znaur (Ossetisch: Знауыры район, Znauyry rajon; Russisch: Знаурский район, Znaurskiy rajon; Georgisch: ზნაურის რაიონი, Znauris raioni) is een district in het zuidwesten van de Georgische afscheidingsrepubliek Zuid-Ossetië. Het district heeft een oppervlakte van 400 km², en een inwonertal van bijna 4.500 volgens de Zuid-Osseetse autoriteiten.
Znaur is de kleinste van de vier rurale districten van Zuid-Ossetië en het grondgebied komt overeen met de de jure Georgische gemeente Tigva. De Georgische autoriteiten oefenen feitelijk geen gezag uit over het district. Het bestuurlijk centrum is de plaats Znaur.

## Geschiedenis
Het district Znaur ontstond in de jaren 1930 in de huidige vorm, tijdens de bestuurlijke herindeling van de Georgische Sovjetrepubliek in de Sovjet-Unie. In 1936 werd in de Zuid-Ossetische Autonome Oblast het district Okoni afgesplitst van district Tschinvali. In 1938 werd het district hernoemd in Znaur(i), naar de Osseetse bolsjewistische revolutionair Znaur Aidarov, een van de oprichters in 1917 van de Osseetse Bosjewistische organisatie "Tbilisi Ossetisch Revolutionair Comité". Hij was in 1919 gearresteerd en geëxecuteerd tijdens een Osseets-revolutionaire opstand in Chasjoeri tegen de mensjewistische heersers van de Democratische Republiek Georgië.
Na het opheffen van de Zuid-Ossetische autonomie in 1990 werd het district in februari 1991 hernoemd in Kornisi (Georgisch: ყორნისის რაიონი, Kornisis raioni). Op 27 april 1991 werd het district opgeheven en aan Kareli toegevoegd. In mei 1992 riepen de Zuid-Osseten de onafhankelijkheid uit, die niet door Georgië erkend werd. Zij hielden de bestuurlijke indeling en naamgeving uit de Sovjet-periode aan waarmee voor hen de naam Znaur bleef gelden. Voor de Georgische wet werd het gebied van Znaur in 2006 weer van Kareli afgesplitst en als de 'provisionele' gemeente Tigva opgericht voor het bestuur van Georgisch gecontroleerde dorpen. Sinds 2008 controleren de Georgische autoriteiten geen enkel deel van Znaur meer.

## Georgisch-Osseets conflict

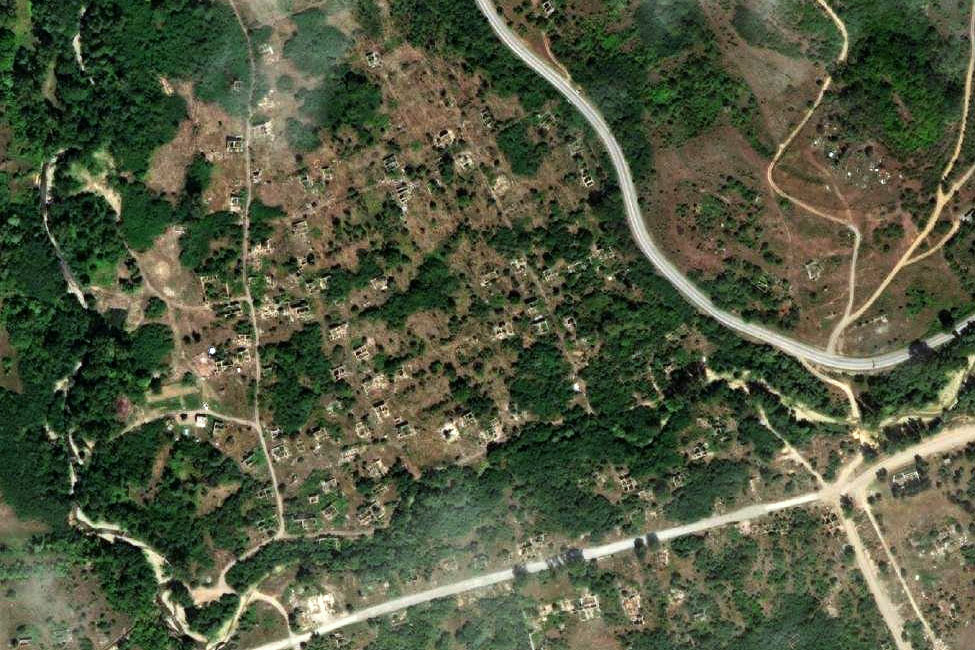
Avnevi werd in 2008 systematisch vernield

Door de burgeroorlog in 1991-1992 verloor Georgië het feitelijke gezag over grote delen van Zuid-Ossetië. In Znaur controleerde het slechts enkele Georgische gemeenschappen rond de Oost-Prone rivier. In aanloop naar de oorlog van 2008 waren Noeli en Avnevi een aantal keren doelwit van zware Osseetse beschietingen waarbij in totaal tientallen gewonden vielen en enkele Georgische vredestroepen de dood vonden. De aanhoudende beschietingen op 7 augustus 2008 op diverse Georgisch bevolkte dorpen, waaronder Avnevi en Noeli, na de Georgische oproep tot staakt-het-vuren, waren uiteindelijk de aanleiding tot het Georgische offensief dat als start van de oorlog wordt gezien. 
Internationale onderzoekers constateerden vlak na de oorlog systematische vernietiging van huizen in Avnevi en Noeli. Aanklagers van het Internationaal Strafhof documenteerden deze stelselmatige vernietiging van huizen in deze en andere Georgische dorpen "met als doel de etnische Georgiërs met geweld van het grondgebied van Zuid-Ossetië te verdrijven". Huizen van Osseten in die dorpen werden juist gespaard. Het afbranden van de dorpen gebeurde nadat het staakt-het-vuren op 12 augustus 2008 was overeengekomen, en gebeurde in opdracht van het leiderschap van Zuid-Ossetië, zo stelden de aanklagers van het Strafhof. In totaal zouden 482 woningen in Znaur die aan etnische Georgiërs toebehoorden onbewoonbaar zijn gemaakt. Het Georgische ministerie van Binnenlandse Ontheemden uit de Bezette Gebieden en Vluchtelingen stelde in 2014 dat er 2.059 ontheemden zijn uit Znaur.
Na de oorlog vergrootte Rusland de militaire aanwezigheid drastisch. Het bouwde in het district Znaur langs de conflictgrens en in het bosgebied vijf gemilitariseerde FSB grenswachtbases. Enkele delen van de grens met Georgisch gecontroleerd gebied werden afgesloten met hekken en prikkeldraad, met name in het zuiden waar veel dorpen zijn. Rond het plaatsje Tsnelisi (Uista) in het zuidelijke puntje van het district ontstond in zomer 2019 een escalatie, dat er uiteindelijk toe leidde dat Zuid-Osseetse en Russische troepen enkele vierkante kilometers voorheen Georgisch gecontroleerd gebied, buiten de gangbare administratieve grens van Zuid-Ossetië feitelijk innamen door een vooruitgeschoven post en het bouwen van grensdemarcatie. Zuid-Ossetië claimt hier een zone van enkele kilometers ten westen van de gangbare grens. De directe aanleiding van deze escalatie was de constructie van een Georgische politiepost op Georgisch gecontroleerd gebied in de buurt van Tsnelisi.

## Geografie
Znaur ligt in de zuidwestelijke hoek van Zuid-Ossetië, met de westelijke helft in het dicht beboste Lichigebergte. De bergen reiken hier niet hoger dan maximaal 1.800 meter boven zeeniveau, maar door het dichte bosgebied is hier geen bewoning an betekenis. Een oostelijke uitloper van het Lichigebergte in de noordoosthoek van het district heeft het hoogste punt van de gemeente met 1.936 meter hoogte. In de zuidoostelijke helft van het district ligt een glooiend heuvellandschap waar de Prone rivieren in zuidelijke richting doorheen stromen. Dit is het kerngebied van het district waar alle menselijke activiteit zich concentreert. 
Het district grenst in Zuid-Ossetië aan de districten Dzau in het noorden en Tschinvali in het oosten. Georgisch gecontroleerde gemeenten liggen in het westen, Satsjchere, in het zuidwesten Chasjoeri en in het zuiden Kareli. 

## Administratieve onderverdeling

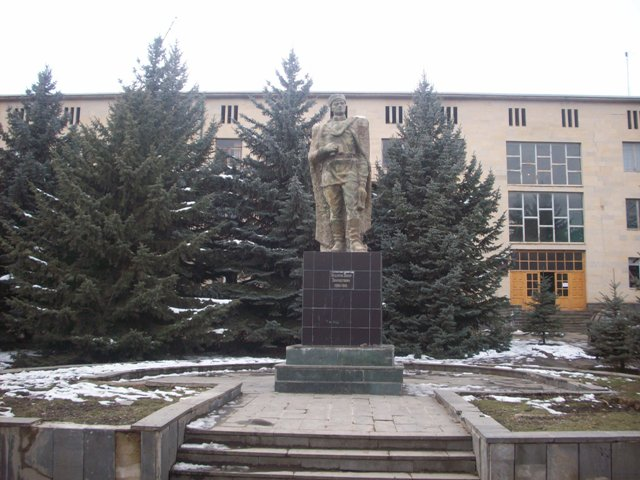
Znaur is het centrum van het district

Het Zuid-Osseetse district is administratief onderverdeeld in 6 gemeenschappen en heeft:
- Nederzetting met stedelijk karakter: Znaur (bestuurlijk centrum);
- Dorpen: in totaal 78, waaronder Tighva en de vrijwel geheel vernietigde dorpen Avnevi en Noeli.

## Demografie
Begin 2022 telde het rajon Znaur 4.488 inwoners, een daling ten opzichte van de volkstelling van 2015. De bevolking van Znaur bestaat volgens de volkstelling van 2015 in overgrote mate uit Osseten (89 %), maar met 9,5% heeft het district een bovengemiddeld aandeel Georgiërs.
In de jaren 1930 was de verhouding Georgiërs - Osseten ongeveer een kwart om driekwart. Het aandeel Georgiërs nam gedurende de Sovjetjaren gestaag toe tot ruim 35% in 1989, vooral door een sterkere afname van het aantal Osseetse inwoners in het district dan het aantal Georgische. Als gevolg van het Georgisch-Ossetisch conflict en de twee oorlogen zijn vrijwel alle Georgiërs uit het district verjaagd, en kunnen ook niet meer terugkeren.
| Rajon Znaur |     |     | 18.782 | 14.816 | 13.487 | 12.188 | 10.189 | -     | 4.531 | 4.488 |
| Georgiërs | -   | -   | 4.559  | 4.145  | 4.084  | 3.927  | 3.619  | -     | 431   | -     |
| Osseten | -   | -   | 13.899 | 10.508 | 9.246  | 8.140  | 6.455  | -     | 4.051 | -     |
| Belangrijkste plaatsen |     |     |        |        |        |        |        |       |       |       |
| Znaur | -   | -   | 100    | 583    | 694    | 706    | 740    | -     | 451   | -     |
| Tighva | 506 | 465 | 615    | -      | 328    | 292    | 243    | -     | 73    | -     |
| Avnevi | 414 | 558 | 785    | -      | 957    | 1.245  | 1.146  | 1.022 | 6     | -     |
| Noeli | 322 | -   | 440    | -      | 446    | 516    | 426    | 507   | 0     | -     |
| Verantwoording data: 1923, 1989, volkstelling 2002, Zuid-Osseetse volkstelling 2015. De statistieken na 2002 namens Zuid-Ossetië worden niet door Georgië erkend. |     |     |        |        |        |        |        |       |       |       |

## Vervoer
De Georgische nationale route Sh23 is de centrale route door het district die alle belangrijke dorpen met hoofdstad Tschinvali verbindt. De weg kent geen doorgang naar Georgisch gecontroleerd gebied. 